# Gu Changwei
Dans ce nom chinois, le nom de famille, Gu, précède le nom personnel.
Gu Changwei, né le 12 décembre 1957 à Xi'an (capitale de la province du Shaanxi), est considéré comme le meilleur directeur de la photographie chinois de ces 2 dernières décennies.

## Biographie
Il est né à Xi'an de parents enseignants. Dès son enfance, il se passionne pour la peinture et rêve de devenir artiste peintre un jour.
À la réouverture de l'Institut cinématographique de Beijing en 1978, Gu Changwei intègre le département de la photographie avec Zhang Yimou

## Filmographie

### Directeur de la photographie
- 1993 : Adieu ma concubine aka Farewell My Concubine (Palme d'Or en 1993)
- 2000 : Les Démons à ma porte aka Guizi lai le aka Devils on the Doorstep

### Réalisateur
- 2005 : Paon (Kong que)
- 2007 : Le Premier souffle du printemps[1] aka And the Spring Comes aka Lichun
- 2011 : The Era of Magic aka Mo Shu Shi Dai